# Александер Завіша
Алекса́ндер Заві́ша (пол. Aleksander Zawisza; 12 грудня 1896, Паневежис — 28 березня 1977, Лондон) — польський політичний, державний і дипломатичний діяч, прем'єр-міністр Уряду Польщі у вигнанні (1965—1970), юрист.

## Біографія
У 1916 році закінчив Санкт-Петербурзьке артилерійське училище. Служив офіцером у російській Імператорської армії, з 11 листопада 1917 по липень 1918 року — в 1-му Польському корпусі РІА.
Після здобуття незалежності Польщею перейшов на службу польську армію, в 1919 році був ад'ютантом Ігнація Падеревського на Паризькій мирній конференції.
Учасник радянсько-польської війни (1919—1921).
Закінчив юридичний факультет Університету Стефана Баторія у Вільно.
У 1922—1940 роках — радник посольства Польщі в Римі. З листопада 1940 року по травень 1941 року — повірений у справах чехословацького уряду у вигнанні. Пізніше служив консулом в африканських країнах. З осені 1942 до 1 січня 1943 року — генеральний консул Польщі в Лусаці, потім — генеральний консул Польщі в Солсбері (січень 1943 — лютий 1944) і Найробі (квітень 1944 — липень 1945).
Після Другої світової війни залишався за кордоном, активно брав участь у політичному житті польської еміграції.
З 1953 по 1963 рік — міністр закордонних справ Уряду Польщі у вигнанні.
З червня 1965 року по червень 1970 року обіймав посаду прем'єр-міністра Уряду Польщі у вигнанні, одночасно керував міністерством закордонних справ, а з квітня по червень 1970 року також ще був міністром юстиції.
З 1949 по 1970 рік також був членом Національної ради Польщі.
Зіграв важливу роль в переміщенні архівів періоду Другої світової війни Міністерства інформації і документації Великої Британії в Гуверовський інститут Стенфордського університету.